# 500

## Esdeveniments
- Gàl·lia - durant la primavera, s'inicia una campanya dels francs contra els burgundis. Clodoveu I venç Gundebald al riu Ouche prop de Dijon gràcies a la deserció de Godegisil; Gundebald es refugia a Avinyó mentre Clodoveu pren Lió i Viena, i els ostrogots avancen lentament per la Provença.
- Regne d'Itàlia - vers la fi de setembre Teodoric, rei dels Ostrogots parteix de Ravena vers Roma, on entra solemnement. Hi publica un edicte (Edictum Theodorici) amb la intenció d'imposar el dret romà sobre tots els habitants, independentment del seu origen. Es restaura l'organització política i administrativa (Senat, prefectes, governadors de província i curials municipals).
- Península del Yucatán - es funda la ciutat d'Uxmal (data aproximada).
- Península del Yucatán - es funda la ciutat de Tikal (data aproximada).

## Naixements
- Abid ibn al-Àbras, poeta àrab.
- Erzhu Shilong, alt oficial del regne de Wei del Nord (m. 532).
- Bayeux - Marculf, abat franc i sant (m. 588).
- Dara - Pere Patrici el Mestre, historiador romà d'Orient.

## Necrològiques

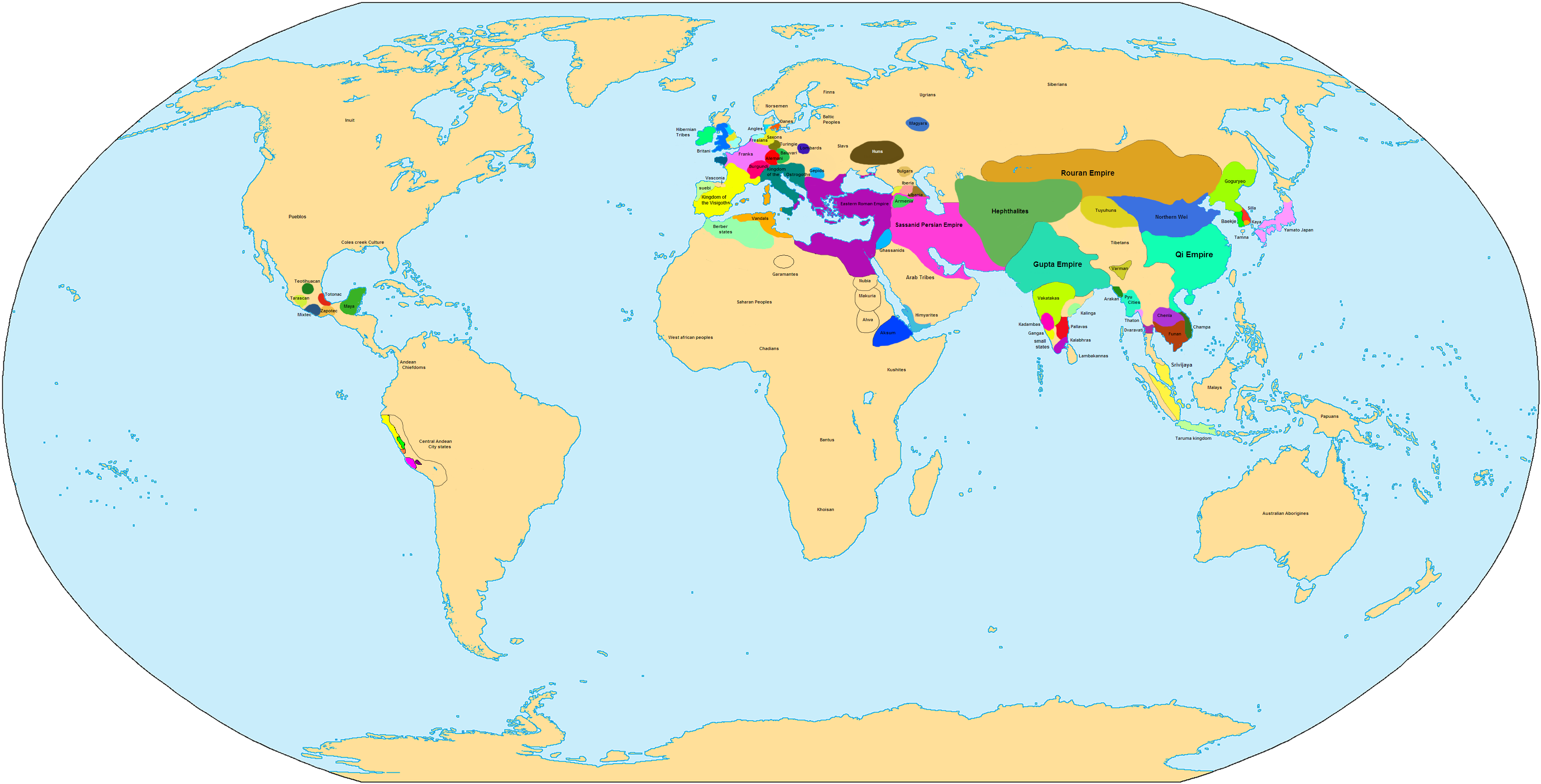
Mapa del món a l'any 500.

- Einion Yrth ap Cunedda, rei de Gwynedd.
- Just d'Acerenza, bisbe romà.
- Toul - Ors de Toul, bisbe franc i sant.
- Zu Chongzhi, matemàtic i astrònom xinès (b. 429).